# Országos Ruszin Önkormányzat
Az Országos Ruszin Önkormányzat (ruszinul: Вседержавноє Русинськоє Самосправованя) a Magyarországon élő ruszin kisebbség országos érdekképviseleti szervezete.

## Története
Az Országgyűlés a rendszerváltás után elfogadta a nemzetiségek jogairól szóló törvényt, amely lehetővé tette, hogy az országban élő nemzetiségek saját önkormányzatokat hozzanak létre, helyi és országos szinten egyaránt.
1994-ben került sor az első olyan önkormányzati választásokra, amelyeken a nemzetiségek, így a ruszinok is, először dönthettek arról, hogy kívánnak-e önállóan szerveződni, és hogy miként szeretnék képviseltetni magukat a magyar közéletben. A ruszin közösség élt ezzel a lehetőséggel, és megalapította saját önkormányzatát.

## Intézményei
- Hodinka Antal Ruszin Tudományos Intézet[1]
- Udvari István Magyarországi Ruszinok Könyvtára[2]
- Fedinecz Atanáz Magyarországi Ruszinok Közérdekű Muzeális Gyűjteménye és Kiállítóhelye[3][4]

## Fordítás
Ez a szócikk részben vagy egészben  a(z)   Націонална русиньска самосправа című ruszin Wikipédia-szócikk ezen változatának fordításán alapul.  Az eredeti cikk szerkesztőit annak laptörténete sorolja fel. Ez a jelzés csupán a megfogalmazás eredetét és a szerzői jogokat jelzi, nem szolgál a cikkben szereplő információk forrásmegjelöléseként.